# Conservatori dell'Irlanda del Nord
I Conservatori dell'Irlanda del Nord (in inglese Northern Ireland Conservatives) sono una sezione del Partito Conservatore e Unionista del Regno Unito che opera nell'Irlanda del Nord. Il partito ha un sostegno relativamente limitato, essendo riuscito ad attrarre solo lo 0,3% dei voti alle elezioni per l'Assemblea dell'Irlanda del Nord del 2017, il che lo rende il 10º maggiore partito.
Nel 2009 il partito aderì all'alleanza elettorale con il Partito Unionista dell'Ulster (UUP), pertanto i due partiti misero in campo candidati comuni alle elezioni per la Camera dei Comuni e per il Parlamento europeo sotto il nome di "Conservatori e Unionisti dell'Ulster - Nuova Forza". La stampa e il sito web per le elezioni europee del 2009 utilizzò come abbreviazione "Conservatori e Unionisti". L'alleanza ebbe fine dopo le elezioni generali nel Regno Unito del 2010; alle elezioni europee del 2014 il partito non riuscì a mantenere la sua base, e alle elezioni locali nordirlandesi dello stesso anno il partito perse l'unico seggio di un consiglio locale che deteneva nell'Irlanda del Nord.

## Storia

### Prima del 1922
Il Partito Conservatore fu rappresentato in Irlanda in origine nella forma del Partito Conservatore Irlandese, che operò nell'isola. I conservatori irlandesi divennero parte dell'Alleanza Unionista Irlandese (IUA) nel 1891; al tempo, la base elettorale conservatrice era largamente ristretta all'Ulster e a Dublino. I deputati dell'IUA ottennero la posizione di whip del Partito Conservatore a Westminster, ma l'organizzazione mantenne un certo grado di indipendenza. A seguito dell'istituzione dello Stato Libero d'Irlanda nel 1922, la IUA si sciolse. Il suo successore nell'Irlanda del Nord fu il Partito Unionista dell'Ulster (UUP).

### 1922-1972
Dal 1922 il Partito Conservatore mantenne legami formali con l'UUP, i suoi membri ebbero la whip conservatrice al Parlamento del Regno Unito, come l'allora indipendente Partito Unionista di Scozia, che si integrò nel partito di Inghilterra e Galles negli anni '60. Le relazioni si interruppero nel 1972, a seguito dell'opposizione unionista al proposto Accordo di Sunningdale, quando tutti tranne un deputato del UUP lasciarono la whip conservatrice. L'unica eccezione, Stratton Mills, lasciò l'UUP e continuò a mantenere la whip per un altro anno, prima di unirsi al Partito dell'Alleanza dell'Irlanda del Nord. Un altro deputato dell'UUP, Robin Chichester-Clark, divenne Ministro di Stato per l'Occupazione nel governo conservatore di Edward Heath dall'aprile 1972 al febbraio 1974, l'unico deputato dell'Irlanda del Nord ad essere ministro del Regno Unito dopo la divisione del 1922.

### Ingresso nell'Irlanda del Nord
Il Partito Conservatore non si organizzò nell'Irlanda del Nord fino alla fine degli anni '80, quando tre consiglieri unionisti di North Down lasciarono il loro partito. Il partito raddoppiò la rappresentanza alle elezioni locali del 1989, divennero il maggiore partito del consiglio locale di North Down. Un conservatore indipendente ottenne un seggio al consiglio locale di Lisburn, ma poi si unì al UUP prima delle elezioni locali del 1993. Alle elezioni europee del 1989 il candidato conservatore ottenne il 4,8% dei voti, circa 2.000 voti in meno del candidato del Partito dell'Alleanza.

### Relazione con il Partito Unionista dell'Ulster
I conservatori mantennero per qualche tempo una relazione stretta con il UUP; l'ex leader UUP e Primo Ministro David Trimble fu elevato alla Camera dei Lord quando perse il proprio seggio alla Camera dei Comuni. Poco dopo le dimissioni dall'Assemblea dell'Irlanda del Nord nel 2007, prese la whip conservatrice e nel fare questo dichiarò che non avrebbe fatto campagna elettorale per conto dei conservatori dell'Irlanda del Nord in opposizione al suo ex partito.
Nel luglio 2008 David Cameron e Sir Reg Emprey annunciarono un gruppo di lavoro per sviluppare un partenariato con l'UUP. Il progetto fu implementato nel 2009, costituendo i "Conservatori e Unionisti dell'Ulster" per alcuni appuntamenti elettorali, anche se il Vice Presidente dei Conservatori dell'Irlanda del Nord, Jeffrey Peel, si dimise dal Comitato Riunito creato da entrambi i partiti.
I due partiti si presentarono insieme come "Conservatori e Unionisti dell'Ulster - Nuova Forza" alle elezioni europee del 2009 e alle elezioni generali nel Regno Unito del 2010.

## Posizioni politiche
Il partito nell'Irlanda del Nord era in gran parte contrario all'Accordo del Venerdì Santo, contrapponendosi così alla leadership nazionale che era a favore.

## Presidenti
| N° | Presidente       | Inizio mandato | Fine mandato |
| -- | ---------------- | -------------- | ------------ |
| 1  | Irwin Armstrong  | 2012           | 2014         |
| 2  | Harry Cullen     | 2014           | 2016         |
| 3  | Alan Dunlop      | 2016           | 2019         |
| 4  | Neil Johnston    | 2019           | 2020         |
| 5  | Alan Dunlop      | 2020           | 2021         |
| 6  | Matthew Robinson | 2021           | 2023         |
| 7  | Paul Leeman      | 2023           | in carica    |